# Josef Bican
Josef "Pepi" Bican, född 25 september 1913, död 12 december 2001, var en österrikisk-tjeckisk fotbollsspelare som spelade som forward. Han anses vara en av de bästa målgörarna i fotbollshistorien. Bican snittade bland annat 2,21 mål per match under sin tid i Slavia Prag 1937–1948 och gjorde totalt 1813 mål i sin karriär.

## Tidiga år
Båda Bicans föräldrar var tjecker från Böhmen-Mähren som vid tiden för Bicans födelse tillhörde Österrike-Ungern. Bicans familj var mycket fattig, då hans far dött endast 30 år gammal efter att ha fått en njurskada i en fotbollsmatch. På grund av denna fattigdom tvingades den unge Josef Bican spela fotboll utan skor (sådana var alldeles för dyra), vilket kan ha bidragit till att utveckla hans suveräna bollkontroll.[källa behövs]

## Karriär som fotbollsspelare
När Bican var 18 år fick han Rapid Wiens ögon på sig, och storklubben erbjöd honom 150 schilling för att spela för dem. Under fyra säsonger i klubben gjorde Bican 49 mål på 53 matcher, ett smått otroligt målfacit. 
Han var som österrikisk medborgare en av de fundamentala delarna i ”Wunderteamet” i början av 1930-talet. Han spelade 19 matcher för Österrike och gjorde 14 mål. Han deltog i världsmästerskapet i fotboll 1934 där han hjälpte sitt lag till en semifinalplats, och gjorde det avgörande 3-2-målet mot Frankrike. 
1937 lämnade Bican Wien för att spela för Slavia Prag, där han skulle komma att bli den störste någonsin. I sin debutsäsong blev han ligans bäste målskytt med 22 mål. På åtta säsonger gjorde han 385 mål på 204 matcher, vilket är det antagligen bästa målsnittet på så många matcher i elitfotbollens historia.[källa behövs]
Från 1939 till 1944 blev han bäste målskytt i hela Europa varje år. Bland annat gjorde han ett år 57 mål på 24 matcher. 
Efter kriget fick Bican flera erbjudanden från europeiska storklubbar, men han avböjde dem allihop. Bland annat tackade han nej till att spela i Juventus, av rädsla för att kommunisterna skulle ta över landet. Istället stannade han kvar i Prag, och som genom en ödets ironi tog kommunisterna makten i Tjeckoslovakien 1948. Bican vägrade dock att gå med i kommunistpartiet, precis som han vägrat att gå med i nazistpartiet under tiden i Österrike. 
1948–1952 prövade Bican lyckan i två andra tjeckiska klubbar, Vítkovice och Hradec Králové. Sin karriär avslutade han som 42-åring i Slavia Prag (som då bytt namn till Dynamo Prag). På 32 matcher under sin avslutande sejour i klubben gjorde han 22 mål. 
Allt som allt gjorde Josef Bican mer än 800 mål (950 är registrerade, vänskapsmatcher ej inräknade) under sin seniorkarriär, vilket enligt FIFA gör honom till den näst främste målskytten i fotbollshistorien, efter Cristiano Ronaldo. Totalt gjorde Bican, enligt RSSSF, 1813 mål på 1089 matcher i sin karriär.
Många tjecker menar att Bican allt som allt gjorde över 5 000 mål i sitt liv. När en journalist i slutet av sextiotalet frågade honom om varför han inte hade gjort något väsen av sig för det, svarade Bican helt enkelt att ”Vem skulle tro mig om jag påstod att jag har gjort fem gånger så många mål som Pelé?”

## Efter spelarkarriären
Efter sin karriär som spelare coachade Bican en del olika lag, bland annat i Belgien. Han avled den 12 december 2001, 88 år gammal. Han ligger begravd på Vyšehradkyrkogården i Prag.
Asteroiden 10634 Pepibican är uppkallad efter honom.